# Louis Goffin
Louis Alexandre Marie Goffin  (*  25. März 1904 in Châtelet; † 1975) war ein belgischer Diplomat.

## Leben
Louis Goffin studierte bis 1928 an der Katholieke Universiteit Leuven und trat in den auswärtigen Dienst. 1928 wurde er am Konsulat in Bombay und 1929 als Handelsattaché in New York City beschäftigt. 1944 war er in Lissabon Botschaftsrat, 1945 in Washington, D.C., Handelsattaché.
Von 1947 bis 1951 war er Gesandter in Moskau. Von 1951 bis 1955 war er Gesandter in Teheran. Vom 7. Mai 1955 bis 14. Dezember 1962 war er der erste Generalsekretär der westeuropäischen Union.